# Tipula (Eumicrotipula) agrippina
Tipula (Eumicrotipula) agrippina is een tweevleugelige uit de familie langpootmuggen (Tipulidae). De soort komt voor in het Neotropisch gebied.